# Водоспад Сідер Крік
Сідер Крік (англ. Cedar Creek Falls) — водоспад у гірській системі Аппалачі штату Огайо США.

## Опис
у 1800 році водоспад Сідер Крік слугував місцем переробки зерна за допомогою води.